# Gymnura poecilura
Gymnura poecilura е вид хрущялна риба от семейство Gymnuridae. Видът е почти застрашен от изчезване.

## Разпространение
Разпространен е във Виетнам, Египет, Еритрея, Йемен, Индия, Индонезия (Калимантан, Суматра и Ява), Китай, Малайзия, Оман, Пакистан, Саудитска Арабия, Сомалия, Судан, Тайланд, Филипини, Френска Полинезия, Шри Ланка и Япония.